# 現貨
現貨，有兩種含義，第一種是實物，另一種含義，則是相對於期貨而言，指的是商品、证券或货币的交易在现货日结算，通常交易日后的两个工作日即為现货日。現貨和期貨大同小異，主要區別在於槓桿及保證金、交易交割時間等差異。
一般而言，如黃金，中國期貨的交易槓桿為7-10倍，但現貨的交易則不同，並不一定，比如上海金，報價單位為元/克，目前保證金則為15%，即槓桿約為6-7倍。而國際金，即以美元/盎司為報價單位，槓桿則可以去到100倍。而相對於上海黃金交易所，天津貴金屬交易所則由以前的12.5倍上升到目前的50倍。
而槓桿則隨市場風險而定，同樣以黃金作例子，之前紐約交易所則亦因市場動盪而上調槓桿以減低風險。而與期貨不一的是，現貨則是屬於可以即時交割交易的，例如當日某時買進，就可即時賣出。
但現貨與期貨一樣都是以小博大，運用槓桿以及保證金來做，同時有實物交割，而且都是雙向交易（即既可買升，也可買跌）。一般而言，有相對的期貨，就有相對的現貨。